# Yoon Jae-young
Yoon Jae-young, född 5 februari 1983 i Daegu, Sydkorea, är en sydkoreansk idrottare som tog lagbrons i bordtennis vid OS 2008 i Peking. Bronset vann han tillsammans med Ryu Seung-min och Oh Sang-eun.

## Meriter

### Olympiska meriter

#### Olympiska sommarspelen 2008
| Idrottare      | Gren   | Grundomgång          | Omgång 1             | Omgång 2             | Omgång 3                  | Omgång 4             | Kvartsfinal          | Semifinal            | Final                |
| Idrottare      | Gren   | Motståndare Resultat | Motståndare Resultat | Motståndare Resultat | Motståndare Resultat      | Motståndare Resultat | Motståndare Resultat | Motståndare Resultat | Motståndare Resultat |
| -------------- | ------ | -------------------- | -------------------- | -------------------- | ------------------------- | -------------------- | -------------------- | -------------------- | -------------------- |
| Yoon Jae-young | Singel |                      |                      | Henzell (AUS) W 4-3  | Schlager (AUT) (13) L 3-4 |                      |                      |                      |                      |